# Cantautor

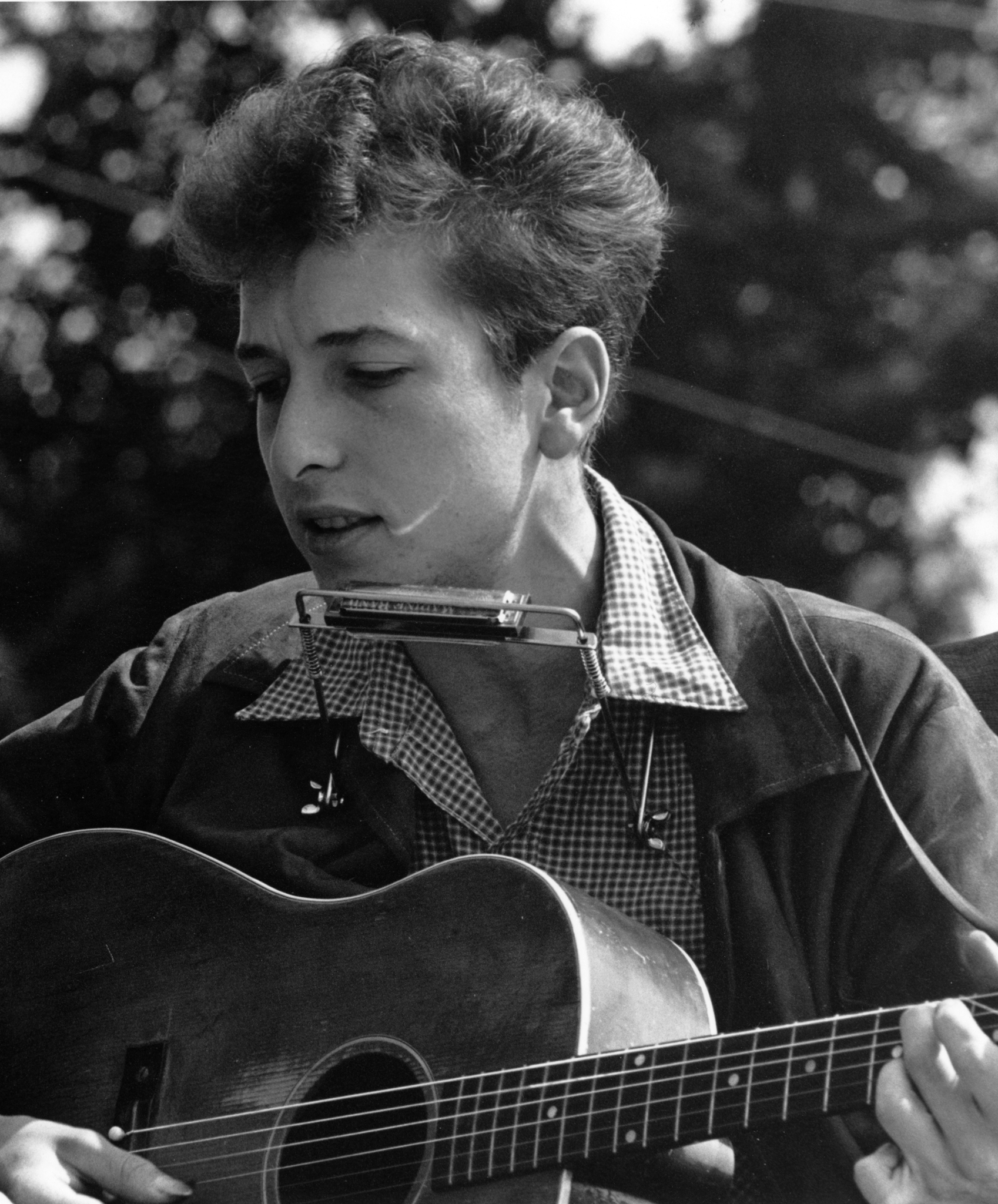
O estadunidense Bob Dylan é um dos cantautores mais famosos de todo mundo.

Cantautor é um neologismo proveniente da união das palavras cantor e autor. O termo é utilizado no português europeu para designar os artistas musicais que escrevem, compõem e cantam seu próprio material, incluindo letra e melodia. Eles geralmente fornecem o acompanhamento musical de todas suas composições, tipicamente com o uso de um violão ou piano. Vários músicos renomados também escrevem apenas a letra ou a melodia (como Elton John) de suas próprias canções, mas são chamados apenas de cantores.
Geralmente o termo cantautor indica artistas de caráter popular e é comum que as letras das canções dos cantautores tratem de temas sociais, políticos ou cotidianos. 
No Brasil, o termo não é difundido e não pode ser encontrado no vocabulário do site da Academia Brasileira de Letras, sendo utilizado em seu lugar o termo "cantor-compositor".
A tradição dos cantautores é forte em países como Itália[carece de fontes?] (terra de Fabrizio De André, Lucio Dalla, Mango), França (Georges Brassens, Léo Ferré), Estados Unidos (Woody Guthrie, Pete Seeger, Bob Dylan e Bruce Springsteen), Canadá (Leonard Cohen, Joni Mitchell, Lara Fabian), Brasil (Marina Sena, Roberto Carlos, Erasmo Carlos, Caetano Veloso, Chico Buarque, Tom Jobim, Cartola e Nelson Ned), Portugal (José Afonso, José Mário Branco, Sérgio Godinho, Fausto Bordalo Dias, António Manuel Ribeiro, B Fachada), entre outros.